# Waga miejska w Kórniku
Waga miejska w Kórniku – zabytkowy narożny budynek w Kórniku, zlokalizowany przy ul. Zamkowej (róg Placu Niepodległości, czyli Rynku). Prawdopodobna dawna siedziba wagi miejskiej.
Obiekt został wzniesiony w trzeciej ćwierci XVIII wieku i jest najstarszą kamienicą przy kórnickim Rynku (stoi na narożniku Rynku i ul. Zamkowej, prowadzącej do kórnickiego zamku). Badania dendrochronologiczne wykazały, że deski podłogowe na piętrze pochodzą z 1776, a drzwi w tym samym miejscu z 1787. Budynek, obecnie murowany, pierwotnie mógł być częściowo drewniany. Również kształt dachu mógł zostać zmieniony. Od strony Rynku (Placu Niepodległości) do budynku przylega podwójna brama, która jest pozostałością wjazdu do remizy strażackiej, funkcjonującej w podwórzu od 1885.
Istnieje udokumentowana hipoteza, że dom ten mógł być budynkiem wagi miejskiej. W 1774 Teofila Działyńska odkupiła za 250 florenów działkę od Franciszka Kocimskiego, celem zbudowania jatek i wagi. Określona w umowie lokalizacja obiektu wskazuje na dom narożny. Waga pełniła swoją rolę do około 1820, kiedy to nastąpił kryzys wełniany i handlujący suknem Żydzi wyemigrowali do Niemiec i USA. Budynek zmienił przeznaczenie, a jego pierwotna funkcja zatarła się w pamięci mieszkańców miasta. W 1866 (po wielkim pożarze południowej pierzei Rynku, z którego ocalała tylko dawna waga miejska) podupadający obiekt odkupił Jan Kanty Działyński, powiększając swoje własności w obrębie ogrodów kórnickich.
Dom posiada archaiczne rozplanowanie wnętrza. Jest zwrócony szczytem do Rynku (jako jedyny) i rozbudowany w głąb działki. Zbudowany jest z cegły wypalonej i częściowo niewypalonej, tzw. pecy. Pierwotne wejście znajdowało się w ścianie ze szczytem, od strony rynkowej. Podziały wnętrza są wtórne, a większość stolarki drzwiowej i okiennej pochodzi z lat międzywojennych. Po pożarze południowej pierzei Rynku, w latach 70. XIX wieku, przestrzeń między nową zabudową tej pierzei, a domem narożnym zamknięto bramą (podwójną) i utworzono tu remizę (1885) z brukowaną nawierzchnią. Całość była nakryta dwuspadowym dachem z drewna wspartym na słupach.